# 內珀維爾
內帕維（英語：Naperville，又譯瑞柏）是美国伊利诺伊州的一個城市，位於杜佩奇縣及威爾縣。面積92.0平方公里，2020年人口為149,540人，是該州第四大城市。1831年開埠，1857年成為建制村，1890年設市。

## 姐妹城市
- 斯洛伐克尼特拉